# Leopard (Schiff, 1886)
SMS Leopard war ein Torpedokreuzer der österreich-ungarischen Kriegsmarine und das zweite Schiff der Panther-Klasse und baugleich mit dem Typschiff Panther. Beide Schiffe wurden in Großbritannien auf der Armstrong Werft in Elswick gebaut. Ähnlich war die im Inland in Triest gebaute Tiger. Anfangs als „Torpedoschiff“ klassifiziert, galt die Leopard ab 1909 als „Kleiner Kreuzer“.
Überwiegend als Führerschiff von Torpedobooten eingesetzt, führte sie auch einige Auslandsreisen durch. Seit 1910 in der Reserve, diente sie im Frühjahr 1914 als Schulschiff der Torpedoschule und wurde im Ersten Weltkrieg nur als Wachschiff genutzt. 1920 wurde die an die Alliierten ausgelieferte Leopard in Messina abgebrochen.

## Baugeschichte
Am 8. September 1884 forderte der damalige Befehlshaber der k.u.k. Kriegsmarine, Admiral Maximilian von Sterneck, in einem Memorandum den Bau von sogenannten Torpedoschiffen. Diese sollten sowohl in der Lage sein, feindliche Großkampfschiffe mit Torpedos anzugreifen als auch bewaffnete Aufklärung und Patrouillenfahrten zu übernehmen. Sie sollten eine Wasserverdrängung von etwa 1560 ts und eine Höchstgeschwindigkeit von 18 bis 19 Knoten haben. Nach Bewilligung der Gelder für den Bau von zwei Schiffen durch den österreichischen und den ungarischen Reichstag, entschied man sich, diese in England bauen zu lassen. Nachdem man über den k.u.k. Marineattaché in London fünf Angebote eingeholt hatte, gab man den Auftrag für den Bau von zwei Torpedoschiffen I. Klasse an Armstrong, Mitchell & Co., die die Schiffe auf deren neuer Kriegsschiffwerft in Elswick bei Newcastle upon Tyne baute. Konstruiert wurden die „Torpedoschiffe“ noch von William Henry White, dem späteren Director of Naval Construction der Royal Navy von 1885 bis 1902.
Die Stahlrumpfschiffe hatten eine Verdrängung von 1.557 ts (maximal bis 1730 ts), bei einer Länge von 240.75 ft. (73,42 m), einer Rumpfbreite von 10,39 m und bei Fertigstellung einem Tiefgang von 4,7 m. Als Antrieb dienten zwei stehende Zweizylinder-Verbundmaschinen mit vier Doppelender-Zylinderkesseln, die der Leopard nur eine Geschwindigkeit von bis zu 18,74 kn gaben.
Der beaufsichtigende k.u.k. Schiffbauingenieur Siegfried Popper, der spätere Generalschiffbau-Ingenieur der österreichischen Flotte, stellte bei Nachprüfungen fest, dass das Schiff, wie ihr Schwesterschiff, stark buglastig sein und vorn bis zu 1,5 Meter tiefer im Wasser liegen würde als am Heck. Nach längeren Meinungsverschiedenheiten mit der Werft und deren Chefkonstrukteur William White musste dieser den Fehler eingestehen, worauf Umbauten vorgenommen wurden (Gewichtsverlagerungen), um den Fehler wenigstens halbwegs auszugleichen. Die Buglastigkeit konnte so verringert werden.
Die Bewaffnung des Schiffes bestand anfangs aus zwei 12 cm-L35/C80-Kanonen von Krupp mit Rundkeilverschluss auf einer Vorderpivot-Ausrennlafette, vier 4,7 cm-L/33-Schnellfeuerkanonen, sechs 4,7 cm-Hotchkiss-Revolverkanonen und vier einzelnen 35 cm-Torpedorohren (je ein Rohr im Bug, im Heck, Backbord und Steuerbord). Schon 1891 wurden alle 4,7 cm-Geschütze durch zehn 4,7 cm-L/44-Schnellfeuergeschütze der Bauart Skoda ersetzt. 1910 erfolgte eine Modernisierung, bei der die Bewaffnung der Leopard verändert wurde. Vier 7 cm-L/45-Schnellfeuergeschütze ersetzten die alten 12 cm-Krupp-Kanonen, dabei wurde das Hecktorpedorohr ausgebaut und die Ausbuchtungen für die 12 cm-Kanonen entfernt.

## Einsatzgeschichte
Nach der Fertigstellung wurde die Leopard als Führungsschiff einer Torpedo-Flottille eingesetzt. Ab April 1897 bis März 1899 erfolgte der erste größere Auslandseinsatz des Schiffes, bei dem sie um Kreta eingesetzt wurde. Von Oktober 1900 bis Oktober 1901 machte sie unter dem Kommando von Friedrich Ritter Müller von Elblein eine Reise in den Pazifik, um auf Guadalcanal ein Gedenkkreuz für Seeleute der SMS Albatros zu errichten, und ging dann nach Ostasien zum Geschwader, das sich an der Bekämpfung des Boxeraufstandes in China beteiligte.
Im Jahre 1903 erfolgte die Umklassifizierung zum Kreuzer III. Klasse und ab September 1907 eine erneute Auslandsreise nach Ostasien, wo sie bis zum Februar 1909 verblieb. Im Jahre 1909 wurde das alte Schiff schließlich zum Kleinen Kreuzer umklassifiziert sowie modernisiert und umbewaffnet.

### Fahrten, Einsätze, Verbleib
- 25. April – 27. Mai 1888: im Verband der k.u.k. Eskadre zusammen mit dem Schwesterschiff Panther bei der Weltausstellung in Barcelona
- 25. Juni 1888: bei Übungsfahrt auf Grund gelaufen, zur Reparatur nach Pola verlegt
- 1889–90: deaktiviert in Reserve
- 1891: Teilnahme an den Sommermanövern der Eskadre (Flotte), dabei vom Kaiser bei Trogir inspiziert
- 1892: deaktiviert in Reserve
- 1893: Teilnahme an den Sommermanövern der Eskadre
- 1894–96: deaktiviert in Reserve; Ersatz der ursprünglichen 12 cm-Kanonen durch Krupp-Schnellfeuergeschütze
- 12. April 1897 – 12. April 1899: beim Blockadegeschwader vor Kreta und in der Ägäis
- 23. September 1899: im Übungsgeschwader Kollision mit der Wien
- 1. Oktober 1900 – 1. Oktober 1901: Freundschaftsbesuche in Australien (u. a. vom 30. Dezember 1900 bis 17. Januar 1901 in Sydney), Polynesien und Ozeanien mit Seekadetten an Bord; dabei bei Teteré, Salomonen, Errichtung eines Gedenkkreuzes für die toten Seemänner der SMS Albatros, die 1896 von Einheimischen getötet wurden. Weiterfahrt nach China zu den wegen des Boxeraufstandes entsandten Einheiten, von denen die Leopard Anfang Mai 1901 in Chemulpo die Kaiserin und Königin Maria Theresia, Kaiserin Elisabeth und Zenta trifft und Teile der Besatzung tauscht; nach einem Besuch im deutschen Stützpunkt Tsingtau vom 14. bis 17. Mai ab 20. Juni Rückmarsch nach Europa
- 1902: Teilnahme an den Sommermanövern der Eskadre
- 1903: Teilnahme an den Sommermanövern der Eskadre
- 20. September 1907 – 13. April 1909: Freundschaftsbesuche in Ostasien unter Rudolf Ritter von Benigni, Fahrt auf dem Yangtse-Kiang bis zum über 1100 km flussaufwärts liegenden Hankow (dort 1. bis 7. April 1908); 21. April 1908 Zusammentreffen mit der aus Europa eingetroffenen Kaiserin Elisabeth, die die Leopard mit zusätzlicher Ausrüstung versorgt und der als Stationskreuzer abgelösten Kaiser Franz Joseph I., die die Heimreise antritt, in Qinhuangdao (Tsingwangtao);ab 22. Februar 1909 Rückmarsch der Leopard nach Europa, im März 15 Tage Aufenthalt in Colombo wegen Reparaturen
- 1910–1913: Deaktiviert in Reserve, Umbau und Umbewaffnung
- 14. Februar – 15. Mai 1915: Schulschiff der Torpedoschule
- 15. Mai 1915 – 4. November 1918: Wachschiff zur Verteidigung des Kanals von Fasana
- Ende Januar 1920 von der alliierten Marinedelegation in Paris Großbritannien zugesprochen, an eine italienische Firma in Messina zum Abwracken verkauft.